# Klas Granström (född 1976)
Klas Albert Granström, född 19 november 1976 i Västerås Badelunda församling, är en svensk journalist. Han är sedan 2019 chefredaktör för Expressen och sedan 2020 affärsområdeschef inom Bonnier News. 

## Biografi
Granström växte upp på Bjurhovda i Västerås. Han läste teknisk linje på gymnasiet.[källa behövs]
Karriären som journalist startade i magasinsvärlden på förlaget IDG och senare branschtidningen Dagens Media. I dagstidningsbranschen började Klas Granström på Svenska Dagbladet 2005, där han arbetade i tre år som reporter och nyhetsredaktör. Mellan 2007 och 2014 arbetade han som reporter, nyhetschef, redaktionschef och chef för digitala medier på Dagens industri.

### Karriär på Expressen
Granström kom till Expressen våren 2014, som redaktionschef för digitala medier. Han arbetade där initialt främst med digitala och organisatoriska frågor, bland annat anpassning av Expressens journalistik för mobila kanaler, sociala medier, online video och digitala prenumerationer. Han har också drivit internationella samarbeten, som Expressens partnerskap med den internationella nyhetskanalen CNN, samarbete med norska kvällstidningen Dagbladet samt schweiziska nyhetssajten, tidningen och tv-kanalen Blick.
Den 12 juli 2019 lämnade Thomas Mattsson posten som chefredaktör och ansvarig utgivare på Expressen och Granström utsågs till hans efterträdare. Till en början var han tillförordnad chefredaktör, innan han den 10 februari 2020 tillträdde som ordinarie chefredaktör. I november 2020 blev Klas Granström också affärsområdeschef inom Bonnier News, med ansvar för Expressen och alla Bonniers tidskrifter inom före detta Expressen Magasin och Bonnier Tidskrifter/Bonnier Magazines and Brands.
Han sitter (2024) i flera bolagsstyrelser, som bemanningsbolaget Marieberg Media, distributionsbolagen Tidsam och Swedcirc samt det danska tidningsförlaget Bonnier Publikations. Utöver chefredaktörskapet och affärsområdesansvaret är han också ansvarig utgivare för alla nyhetstidningar (Expressen, Göteborgs-Tidningen och Kvällsposten) samt närmare trettiotalet magasin.
I mars 2024 dömdes Granström av en tryckfrihetsjury i Stockholms tingsrätt för förtal av en klimataktivist i en publicering i september 2022. Hovrätten ändrade sedan domen i december 2024 och friade Granström.

### Utveckling och förändring
I sin roll som chefredaktör har Granström bidragit till satsningar på ett antal nya bevakningsområden och kanaler för Expressen. Han har också omorganiserat redaktionen flera omgångar och genomfört effektiviseringar av både nyhetstidning och magasin. Han kommenterar återkommande Expressens arbete i radio, tv och tidningar. Diskussionerna handlar vanligtvis om publiceringar och arbetssätt.
Inom Bonnier News är han ansvarig för Expressens roll som räckviddsmedium. Tidningen når dagligen stora delar av Sveriges befolkning och bär ut annonser samt möjliggör exponering av prenumerationserbjudanden för Expressen och andra Bonnier News-medier.